# مری الین بارت
مری الین بارت (به انگلیسی: Mary Ellin Barrett) نویسنده آمریکایی و دختر ارشد ایروینگ برلین آهنگساز و ترانه سرای آمریکایی است.
او در بیست و پنجم نوامبر ۱۹۲۵ چشم به جهان گشود. وی بزرگ شده نیویورک و دانش‌آموخته کالج بارنارد (Barnard College) در رشته موسیقی است.
پس از فارغ‌التحصیلی در مجله تایم مشغول به کار شد و همان‌جا با همسرش ماروین بارت (Marvin Barret) آشنا شد.
از مری بارت سه اثر داستانی زیر منتشر گشته است:
- Castle Ugly
- An Accident of Love
- American Beauty (زیبایی آمریکایی)

تازه‌ترین اثر او خاطرات وی از زندگی پدرش است که با عنوان Irving Berlin: a Daughter's Memoir در سال ۱۹۹۵ منتشر شده‌است.
مری بارت هم‌اکنون در شهر نیویورک ایالات متحده آمریکا زندگی می‌کند.